# Crematogaster kutteri
Crematogaster kutteri är en myrart som beskrevs av Hugo Viehmeyer 1924. Crematogaster kutteri ingår i släktet Crematogaster och familjen myror. Inga underarter finns listade i Catalogue of Life.